# 아이번 라이트먼
아이번 라이트먼(Ivan Reitman, OC, 1946년 10월 27일~2022년 2월 12일)은 캐나다의 영화 감독, 영화 각본가이다. 영화 감독 제이슨 라이트먼와 배우 캐서린 라이트먼의 아버지이다. 2022년 2월 12일 캘리포니아주 몬테시토의 자택에서 사망했다.

## 작품 목록
- 폭시 레이디(1971)
- 카니발 걸스(1973)
- 미트볼(1979)
- 괴짜들의 병영 일지(1981)
- 고스트버스터즈(1984)
- 리갈 이글(1986)
- 트윈스(1988)
- 고스트버스터즈 2(1989)
- 유치원에 간 사나이(1990)
- 데이브(1993)
- 주니어(1994)
- 파더스 데이(1997)
- 식스 데이 세븐 나잇(1998)
- 에볼루션(2001)
- 겁나는 여친의 완벽한 비밀(2006)
- 친구와 연인사이(2011)
- 드래프트 데이(2014)
- 베이비시터를 위한 몬스터 사냥 가이드(2020)